# 登龍門

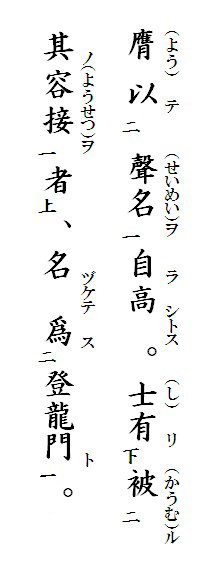
『後漢書』李膺伝より

登龍門（とうりゅうもん）は、成功へといたる難しい関門を突破したことをいうことわざ。「登竜門」とも書かれる。

## 概要
特に立身出世のための関門、あるいはただ単にその糸口という意味で用いられる。鯉の滝登りともいわれ、鯉幟という風習の元になっている。

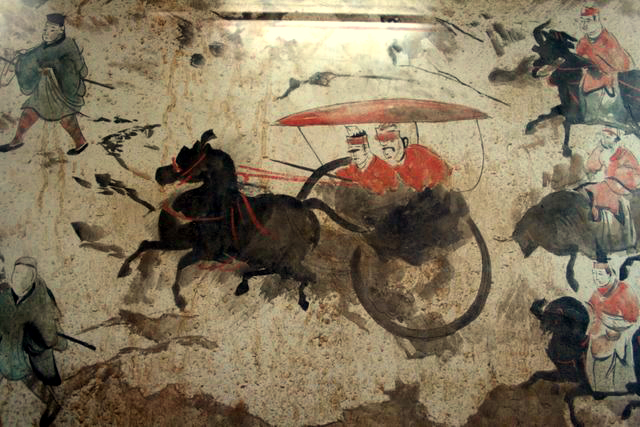
壁画に描かれた李膺

この諺は『後漢書』李膺伝に語られた故事「膺は声明をもって自らを高しとす。士有り、その容接を被る者は、名付けて登龍門となす」に由来する。それによると、李膺は宦官の横暴に憤りこれを粛正しようと試みるなど公明正大な人物であり、司隷校尉に任じられるなど宮廷の実力者でもあった（党錮の禁を参照）。もし若い官吏の中で彼に才能を認められた者があったならば、それはすなわち将来の出世が約束されたということであった。このため彼に選ばれた人のことを、流れの急な龍門という河を登りきった鯉は龍になるという伝説になぞらえて、「龍門に登った」と形容したという。
なお「龍門」とは夏朝の君主・禹がその治水事業において山西省の黄河上流にある龍門山を切り開いてできたとの伝説がある陝西省韓城市と山西省河津市の間を流れる急流のことである。

## 名詞化した「登龍門」
日本では「登龍門」は関門そのものを示す言葉としてしばしば名詞化し、例えば「芥川賞は文壇への登竜門だ」のように使われることがある。
評論家の呉智英は、関門を表すのは「龍門」であり、「登龍門」はその関門を通り抜ける行為を意味するのだから、先のような文例であれば「芥川賞の受賞は文壇への登龍門だ」と書くべきだと述べている。